# Сильвестр Сталлоне
Сильве́стр Сталло́не (англ. Sylvester Stallone; нар. 6 липня 1946, Нью-Йорк, США) — американський актор, культурист, режисер та сценарист. Його друге ім'я деколи цитується як Енціо, попри фільм про «Шлях до вершини Роккі», де його мати чітко назвала друге ім'я актора як Гарденціо. Він досягнув успіху в численних бойовиках, особливо завдяки серіям стрічок «Роккі» та «Рембо».

## Біографія

### Походження і народження
Народився 6 липня 1946 року у районі Пекельна кухня Мангеттену, Нью-Йорк.
Повне ім'я — Майкл Сильв́естр Гарде́нціо Сталло́не (англ. Michael Sylvester Gardenzio Stallone), на його офіційному вебсайті зазначено як Сильв́естр Е́нціо Сталло́не англ. Sylvester Enzio Stallone. Ще у ранньому дитинстві Сильвестр засвоїв перший урок життя: «Щоб вижити, треба бути сильнішим за інших». 
Його батько, Френк Сталлоне, перукар і косметолог, який у 1930-х роках емігрував із сицилійського міста Кастелламмаре-дель-Гольфо до США. Мати, Жаклін «Джекі» Лейбофіш, — американська громадська діячка, астрологиня та актриса, також походила з родини емігрантів — бретонки Жанни Вікторії Анни Клерек та українського єврея, нащадка родини Лейбовичів з Одеси, які змінили своє прізвище на Лейбофіш. 
За спогадами самого актора він народився лише тому, що домашні засоби аборту не спрацювали. Під час вагітності його мати Джекі кілька разів намагалася позбутися дитини.
Під час пологів акушерці потрібно було використати дві пари щипців. Неправильне їх використання призвело до пошкодження нервових закінчень обличчя, тому деякі ділянки обличчя Сильвестра Сталлоне виявилися паралізованими — частина щоки, губ та язика.  Проте невиразна мова, усмішка та великі сумні очі стали в майбутньому візиткою Слая («Слай» — скорочена варіація імені Сильвестр).

### Дитинство

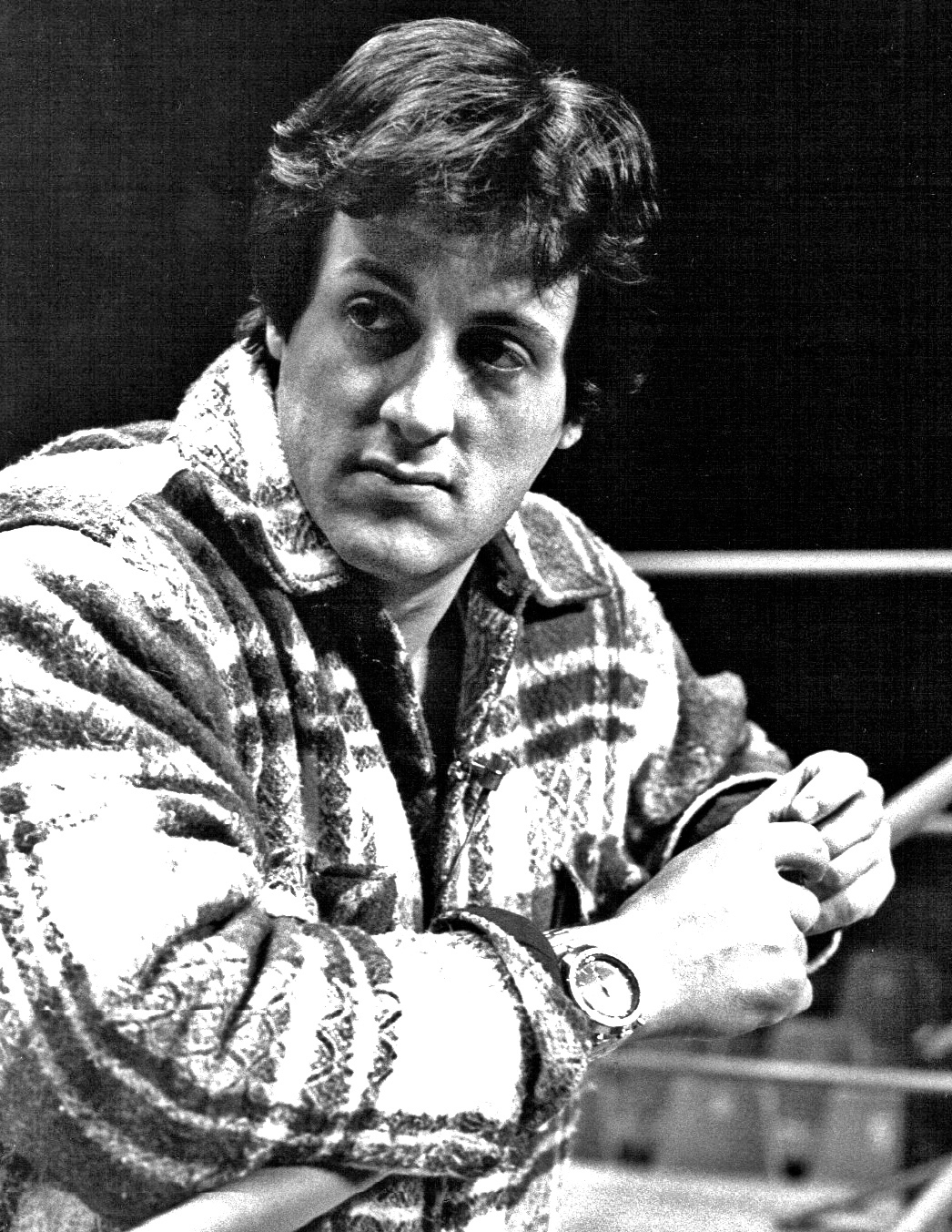
Сильвестр Сталлоне в 1977 році

Коли хлопчику було 11 років, батьки розлучились. Слай був важкою дитиною. З 12 років Слай почав курити. У 13 вперше спробував наркотики. За 12 років навчання його виганяли з 14 шкіл, в основному через погану поведінку та конфлікти з учителями, хоча й оцінками він також не міг похвалитися. Після розлучення батьків Сильвестр залишився з батьком та згодом, коли йому виповнилося 15 років, переїхав до матері у Філадельфію, де почав навчатися у спеціальній школі для важких підлітків. Там він активно зайнявся спортом, ходив до тренажерного залу та зрідка брав участь у театральних виставах. Сам Слай згадує свою жахливу родину та дитинство, як фільм жахів.

### Юність
Коли почалася війна у В'єтнамі, мати влаштувала Сильвестра викладачем фізичної підготовки у привілейований коледж у Швейцарії, де він підробляв тренером та грав у студентському театрі. Після повернення до США у 1967—1969 роках навчався на драматичному факультеті Університету Маямі. Протягом навчання викладачі постійно запевняли, що у нього немає й дещиці таланту і актор з нього не вийде. Проте Слай разом зі своїм товаришем по кімнаті в гуртожитку Джоном Герцфельдом писав сюрреалістичні п'єски і ставив їх у підвалах і церквах Маямі, за що його й відрахували з університету. Після цього йому довелося виконувати різноманітну роботу: Слай був білетером, доглядачем у зоопарку, готував піцу. 1970 року, працюючи швейцаром у нью-йоркському театрі «Баронет», він все ще не відмовився від мрії стати актором, тому погодився виступити оголеним у позабродвейській авангардній п'єсі «Вдача». Потім дебютував у кіно роллю в порнофільмі «Вечірка у Кітті та Стада» (англ. The Party at Kitty and Stud's). Він отримував за знімання 100 доларів щоденно. Пізніше, коли актор став славетним, цю стрічку було повторно випущено на відео під назвою «Італійський жеребець», і вона зібрала непогані гроші.

### Фільм Роккі і успіх в Голівуді
Під враженням побаченого на телебаченні 24 березня 1975 року боксерського поєдинку між нікому не відомим боксером Чаком Вепнером та славетним Мухамедом Алі — Сталлоне за три дні написав сценарій фільму «Роккі» та почав пропонувати його різним кіностудіям. Компанія «United Artists» погодилася викупити роботу за 315 тисяч доларів, але за умови, що головну роль виконуватиме Берт Рейнолдс або Пол Ньюмен. Сталлоне ж наполягав, що в титульній ролі з'явиться він сам. Нарешті погодилися на тому, що Слай отримає 20 тисяч доларів за сценарій і 10 відсотків від майбутніх прибутків фільму. Сталлоне не прогадав, бо стрічка заробила у прокаті 100 мільйонів доларів, тобто особисто він заробив 10 мільйонів. Ось так майже відразу він потрапив до вищої голлівудської ліги. Бо в розрахунок бралися не лише гроші, а й те, що стрічка була нагороджена трьома «Оскарами»: найкращий фільм року, найкраща режисура (Джон Авілдсен) та найкращий монтаж. Сталлоне мав дві номінації на «Оскара» — як найкращий актор та сценарист, але заповітні статуетки дісталися іншим.

### Рембо
У 1982 вийшов фільм "Рембо" з Сталлоне у головній ролі, яка принесла йому найбільшу славу. Це серія фільмів про ветерана В'єтнаму Джона Рембо, який не може байдуже ставитися до довколишньої його несправедливості й перетворюється на самотнього месника, вправно використовуючи здобутий військовий досвід, власну силу та свої майже надлюдські здібності. Те ж саме можна сказати і про його «боксерську» серію «Роккі», коли герой Слая мобілізує сили для перемоги над черговими суперниками.  Піля цього Слай став ймовірно єдиним у світі актором, що зумів створити два культових образи, які стали національними символами США. Кінокритика постійно розносила чергові стрічки згаданих двох серіалів, але це не вплинуло на широку публіку, котра натовпами заповнювала кінотеатри.

### 2020-ті
У 2024 році Сталлоне отримав анти-нагороду "Золота малина" як найгірший актор другого плану  у фільмі "Нестримні 4".
Доньки Сталлоне Софія і Сістін ведуть авторське ток-шоу «Unwaxed with Sophia & Sistine Stallone», в якому бере участь і Сільвестр.

## Статок
Сталлоне зараз є одним з найбагатших людей шоубізнесу, бо гонорар за стрічку становив до 20 мільйонів доларів. Але він не дозволив собі захворіти «зоряною хворобою». Сталлоне залишається скромною людиною і взяв собі за правило вітатися з ліфтерами та іншим обслужним персоналом: «Я зберіг ментальність бідняка, бо боюся одного дня втратити все».

## Сталлоне і Україна
Прабабуся Сильвестра походила із вельми заможної єврейської родини Одеси — Лейбовичів. Вони володіли ткацькими фабриками, мали будинки в центрі міста. У США родина змінила прізвище на Лейбофіш. У середині 1980-х мати Сильвестра зацікавилась походженням і з допомогою Михайла Горбачова, для якого склала персональний гороскоп, відшукала родину в Одесі. Нині у місті родич Сталлоне має успішний бізнес.
Сам Сильвестр Сталлоне 7 серпня 2010 року відвідав Україну разом із Лундгреном і Стейтемом.
17 листопада 2023 року в Лондоні випадково зустрівся з українським боксером Олександром Усиком.

### Російсько-українська війна
З перших днів російського вторгнення у 2022 році, актор підтримує Україну.
1 березня 2022 року Сильвестр Сталлоне написав на своїй сторінці в Інстаграм:
|  | «Благослови (Господь. — Авт.) усіх неймовірно сміливих чоловіків, жінок і дітей… Цей кошмар і жахлива трагедія мають припинитися!». |

## Особисте життя
Сильвестр Сталлоне був одружений тричі: з Сашою Зак (1974—1985), Бриджит Нільсен (1985—1987) та Дженіфер Флавін (1997-донині). Він мав п'ятьох дітей: сини Сейдж і Серджіо Мунблуд (народжені 1976 та 1979 у шлюбі із Зак) та доньки — Софія Роуз, Сістін Роуз та Скарлетт Роуз (народжені у шлюбі з Флавін, 1996, 1998, 2002 відповідно).
Мав романтичні стосунки з моделями Сюзан Ентон, Енджі Еверхат і Памелою Андерсон.
13 липня 2012 року стало відомо, що в житті актора відбулася трагедія — найстаршого сина Сильвестра Сталлоне, 36-річного Сейджа, було знайдено мертвим.

## Хоббі
Сталлоне відомий як заповзятий колекціонер малярства. Але для нього це не лише засіб вигідного вкладення грошей, бо Слай і сам малює, має приватну малярську галерею і виставляє в ній власні картини поруч з працями відомих майстрів. Його улюбленим письменником є Едгар Аллан По і Слай хоче колись створити образ цього автора на екрані. Актор також грає в гольф та захоплюється іншими видами спорту.
Відоме вміння Сталлоне вигідно вкладати гроші. Як у нерухомість, так і в чергові ресторани мережі «Планета Голлівуд». Але при цьому він не забуває і про доброчинну діяльність, бо його молодший син Серджіо хворіє на аутизм.
1992 року у Франції актора нагороджено почесним «Сезаром», вручав йому цю нагороду відомий кінорежисер Роман Полянський.

## Цікаві факти
- Відкрито визнає себе християнином.[16]
- Має єврейське коріння[6].
- Між Сталлоне і Шварценеґґером було напружене суперництво, яке за зізнанням Шварценеґґера  в якийсь момент вийшло з-під контролю.[17]

- Брав участь у зйомках не лише англомовних кінострічок. У 2003 році зіграв спец.агента у французькому фільмі «Таксі 3».
- Боксом займався з 12 років, внесений до Міжнародного залу боксерської слави, хоч і не є професіоналом – за популяризацію виду спорту[8] .
- Має три псевдоніми: «Слай» (Sly), «Італійський Жеребець» (Italian Stallion), «Майкл» (Michael — коли був підлітком).
- Володіє частиною ресторанів «Планета Голлівуд» разом з Брюсом Віллісом та Арнольдом Шварценеггером.
- Зріст 177 см, вага 90—92  кг.
- У 15 років однокласники проголосували за нього, як за «того, хто має найбільше шансів закінчити життя на електричному стільці».